# Ängsvargspindel
Ängsvargspindel (Alopecosa pulverulenta) är en spindelart som först beskrevs av Carl Alexander Clerck 1757.  Ängsvargspindel ingår i släktet Alopecosa och familjen vargspindlar. Arten är reproducerande i Sverige. Utöver nominatformen finns också underarten A. p. tridentina.

## Bildgalleri

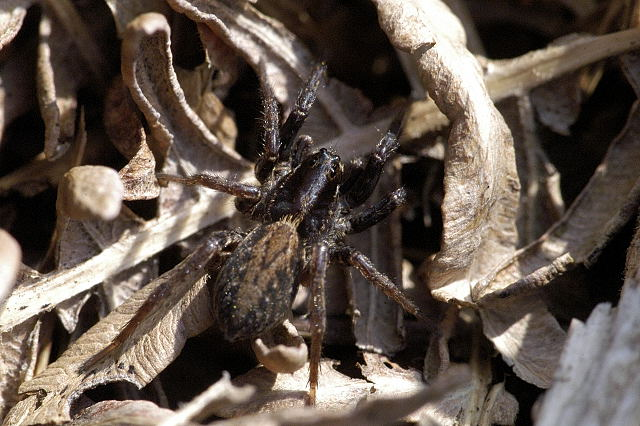